# Landsat

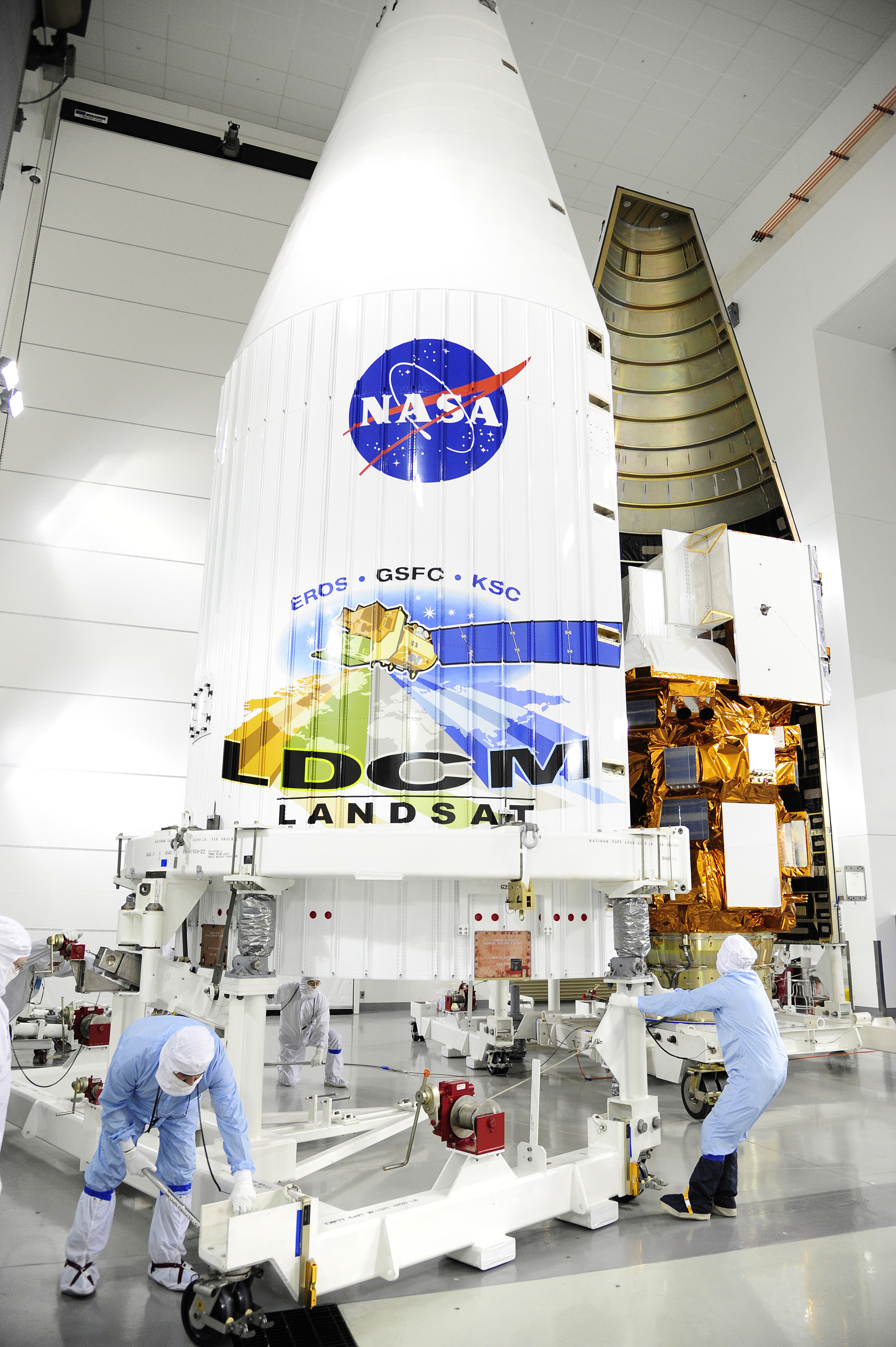
Landsat 8

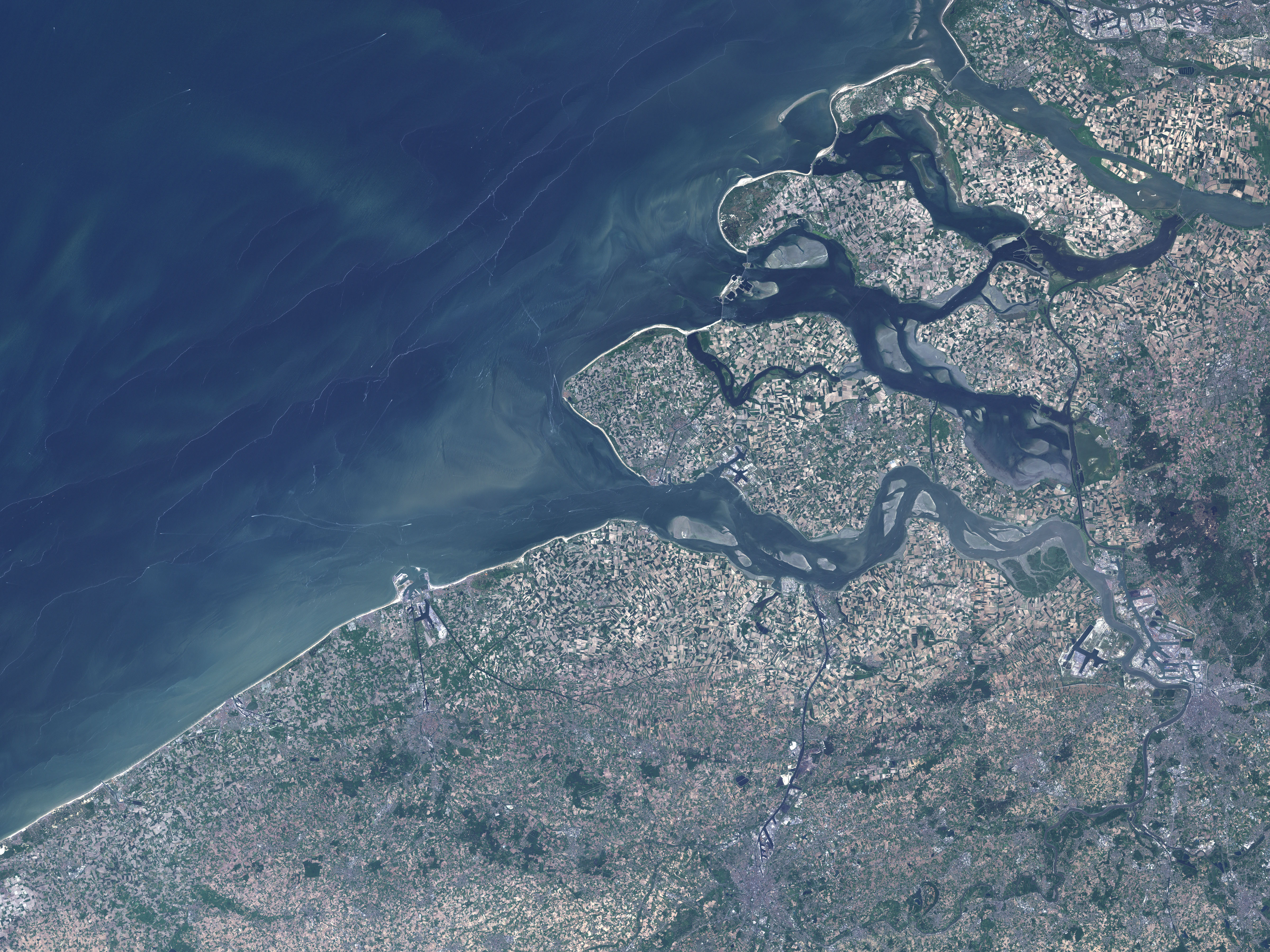
Landsat 7 foto van Zeeland en West-Vlaanderen

Landsat is het tot dusver langst lopende satellietfotografieprogramma en is een gemeenschappelijk project van de Amerikaanse Geologische dienst (USGS) en de National Aeronautics and Space Administration (NASA). Het LandSat programma is voortgekomen uit het Earth Resources Technology Satellite (ERTS) programma. Het ERTS-programma liep van 1966 tot en met 1975 waarna het werd hernoemd in LandSat.

## Achtergrond
Doel is het verzamelen van gegevens voor aardonderzoek: onderzoek naar land- en bosbouw, mineralen, water en hydrologie, milieuvervuiling, cartografie, geologie, oceanografie en het weer. 
De inmiddels miljoenen satellietfoto's zijn gearchiveerd in de Verenigde Staten en in de grondstations van Landsat, die verdeeld zijn over de aarde. Ze zijn van groot belang voor onderzoek naar veranderende omstandigheden op de aarde en worden verder ook gebruikt bij onder andere regionale planning en onderwijs.

## Landsat-satellieten
| Satelliet | Foto      | Lancering         | Uit dienst       | Operationeel                   |
| --------- | --------- | ----------------- | ---------------- | ------------------------------ |
| Landsat 1 | Landsat 1 | 23 juli 1972      | 6 januari 1978   | 5 jaar, 6 maanden en 14 dagen  |
| Landsat 2 | Landsat 2 | 22 januari 1975   | 25 februari 1982 | 7 jaar, 1 maand en 3 dagen     |
| Landsat 3 | Landsat 3 | 5 maart 1978      | 31 maart 1983    | 5 jaar en 26 dagen             |
| Landsat 4 | Landsat 4 | 16 juli 1982      | 14 december 1993 | 11 jaar, 4 maanden en 28 dagen |
| Landsat 5 | Landsat 5 | 1 maart 1984      | 5 juni 2013      | 29 jaar, 3 maanden and 4 dagen |
| Landsat 6 | Landsat 6 | 5 oktober 1993    | 5 oktober 1993   | 0 dagen                        |
| Landsat 7 | Landsat 7 | 15 april 1999     | Operationeel     | 9498 dagen                     |
| Landsat 8 | Landsat 8 | 11 februari 2013  | Operationeel     | 4416 dagen                     |
| Landsat 9 | Landsat 9 | 27 september 2021 | Operationeel     | 1266 dagen                     |

Landsat 1 · Landsat 2 · Landsat 3 · Landsat 4 · Landsat 5 · Landsat 6 · Landsat 7 · Landsat 8 · Landsat 9